# دانشمند رایانه

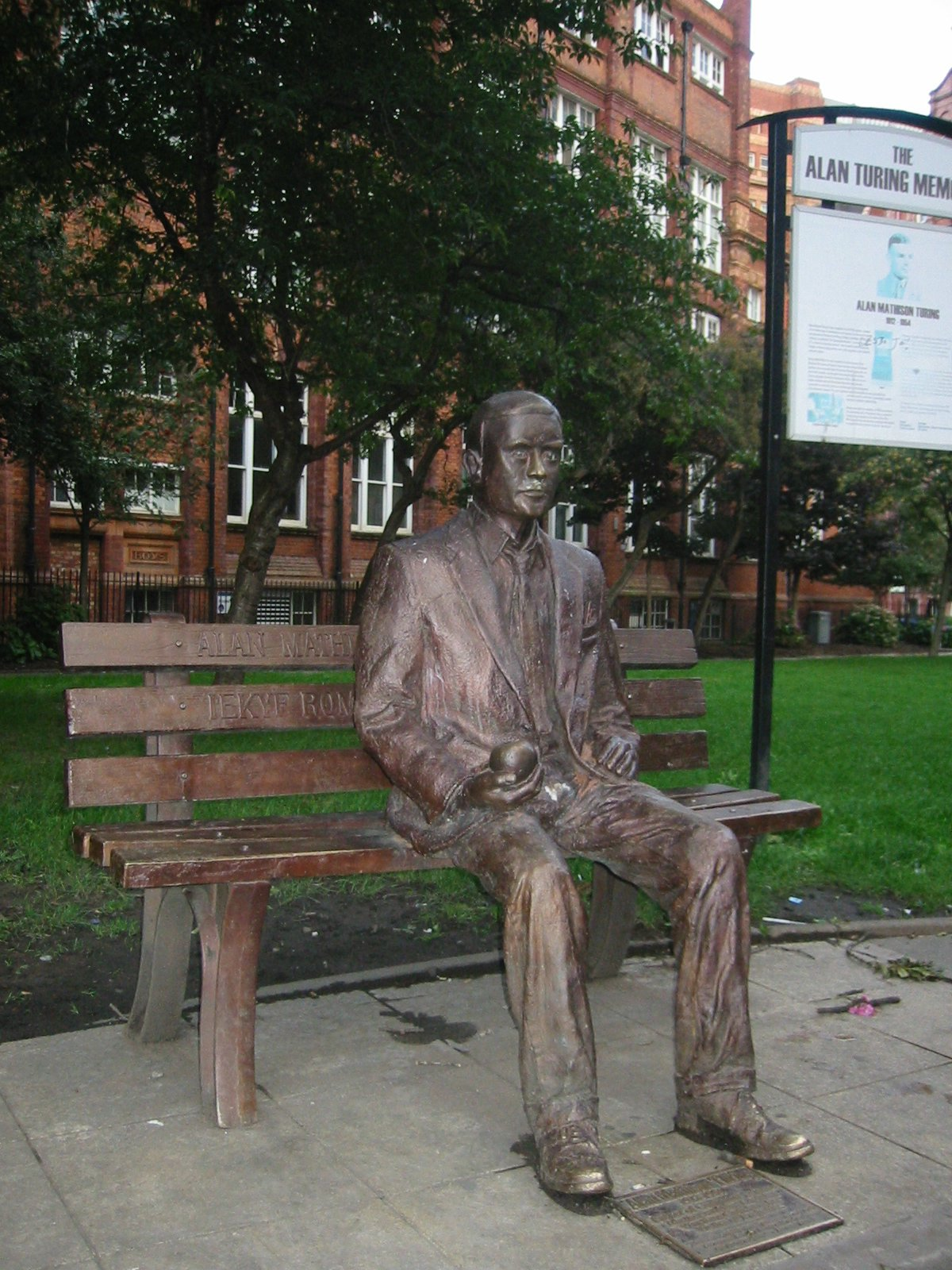
تصویری از مجسمه‌ی الن تورینگ

دانشمند رایانه دانشمندی‌ست که دانش علوم رایانه، مطالعه مبانی نظری اطلاعات و محاسبات و کاربردهایشان را کسب کرده‌است.
دانشمندان رایانه به‌طور معمول بر سمت نظری سیستم‌های رایانه‌ای کار می‌کنند تا سمت سخت‌افزاری که عموماً مهندسی کامپیوتر بر آن متمرکز می‌شود (گرچه با هم همپوشانی دارند). طراحی و توسعه الگوریتم ساختمان داده‌ها، مهندسی نرم‌افزار، نظریه اطلاعات، نظریه پایگاه داده، نظریه پیچیدگی محاسباتی، آنالیز عددی، نظریه زبان‌های برنامه‌نویسی، گرافیک رایانه، و بینایی رایانه‌ای از زمینه‌های کار آنان است.